# Elder Cottage Hospital

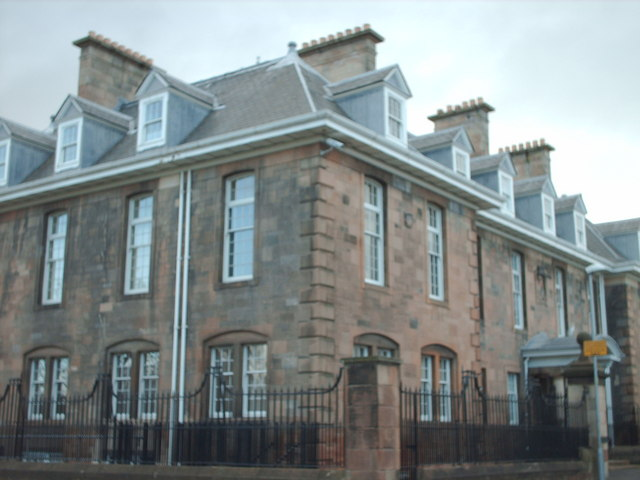
Elder Cottage Hospital

Das Elder Cottage Hospital ist ein ehemaliges Krankenhaus in der schottischen Stadt Glasgow. 1970 wurde das Bauwerk in die schottischen Denkmallisten in der höchsten Denkmalkategorie A aufgenommen. Das gegenüberliegende Schwesternwohnheim ist eigenständig als Kategorie-B-Bauwerk klassifiziert.

## Geschichte
Das Elder Cottage Hospital wurde zwischen 1901 und 1903 als Krankenhaus erbaut. Den Entwurf lieferte der schottische Architekt John James Burnet. Das Schwesternwohnheim entstand zur selben Zeit. Der Krankenhausbetrieb wurde 1987 eingestellt.

## Beschreibung
Das zweistöckige Gebäude steht an der Langlands Road gegenüber dem Elder Park im Glasgower Süden. Es ist im Stile der ausklingenden englischen Neorenaissance ausgestaltet. Die Hauptfassade entlang dem Drumoyne Drive ist acht Achsen weit, die im Schema 2–4–2 angeordnet sind. Die Ecksteine der Eckrisalite sind rustiziert. Das zentrale Hauptportal ist mit einem markanten, geschwungenen Vordach auf Säulen und Konsolen gestaltet. Oberhalb des Portals befindet sich eine detailliert ornamentierte Kartusche mit einem Monogramm. Oberhalb des Vordaches ziert eine skulpturierte Platte die Fassade. Die Zwillingsfenster im Erdgeschoss der Risalite sind in segmentbögige, flache Aussparung eingelassen. Oberhalb des weit ausladenden Kranzgesimses treten Satteldachgauben hervor. Das abschließende Dach ist mit Schiefer eingedeckt.